# Rudolf Lehner (Funktionär)
Rudolf Lehner (* 14. Juli 1928 in Passau; † 17. Mai 2008 in Passau) war ein deutscher Lehrer. Als führender Verbandsfunktionär im  Philologenverband  und im Beamtenbund saß er von 1992 bis 1998 im Bayerischen Senat.

## Leben
Nach dem Abitur an der Oberrealschule in Passau  studierte Lehner an der Philosophisch-Theologischen Hochschule Passau und an der  Ludwig-Maximilians-Universität München Germanistik, Geschichte und Geographie. In München studierte er auch Theaterwissenschaft und Zeitungswissenschaft. Seine germanistische Promotion befasste sich mit Ludwig Thoma. Nach dem 1. Staatsexamen wurde er Referendar am Alten Gymnasium Regensburg und legte dort das 2. Staatsexamen ab. Bis 1975 war er als Lehrer, Seminarleiter und stellvertretender Direktor am Adalbert-Stifter-Gymnasium Passau tätig, von 1975 bis 1992 leitete er als Oberstudiendirektor das Gymnasium Vilshofen. 
1966 wurde Lehner im Bayerischen Philologenverband Delegierter und Bezirksvorsitzender  von Niederbayern, danach war er dort stellvertretender Vorsitzender in Bayern, leitete die Referate für Beamtenrecht und Besoldung sowie für Ruhestandsfragen. 20 Jahre lang war er Schriftleiter der Verbandszeitschrift Das Gymnasium in Bayern. Beim  Bayerischen Beamtenbund wurde er ebenfalls stellv. Vorsitzender und gehörte dem Bundesvorstand des Deutschen Beamtenbundes an. Höhepunkt seiner verbandspolitischen Tätigkeit war die Berufung in den Bayerischen Senat von 1992 bis 1998.

## Ehrungen
- Bundesverdienstkreuz am Bande (23. März 1992)[2]
- Silvesterorden